# Bolbaite
Bolbaite település Spanyolországban, Valencia tartományban. Bolbaite Enguera, Navarrés, Quesa és Chella, Valencia községekkel határos. Lakosainak száma 1333 fő (2024).

## Népesség
A település népessége az utóbbi években az alábbiak szerint változott:
| Lakosok száma | 1431 | 1458 | 1507 | 1439 | 1489 | 1369 | 1362 | 1356 | 1338 | 1333 |
|               | 2001 | 2004 | 2007 | 2009 | 2012 | 2014 | 2017 | 2019 | 2022 | 2024 |